# Ема Бургич-Буцко
Ема Бургич-Буцко (нар. 22 серпня 1992) — колишня боснійська тенісистка.
Найвищу одиночну позицію світового рейтингу — 466 місце досягла 3 жовтня 2016, парну — 145 місце — 17 жовтня 2016 року.
Здобула 3 одиночні та 11 парних титулів.
Завершила кар'єру 2017 року.

## Фінали ITF

### Одиночний розряд: 7 (3–4)
| Легенда         |
| --------------- |
| турніри $50,000 |
| турніри $25,000 |
| турніри $10,000 |

| Фінали за покриттям |
| ------------------- |
| Тверде (1–2)        |
| Ґрунт (2–2)         |

| Результат | Ранг | Дата     | Турнір                      | Покриття | Суперниця        | Рахунок            |
| --------- | ---- | -------- | --------------------------- | -------- | ---------------- | ------------------ |
| Перемога  | 1.   | Лис 2008 | ITF Ла-Валь-д'Уйшо, Іспанія | Ґрунт    | Летісія Костас   | 6–2, 6–1           |
| Поразка   | 1.   | Гру 2009 | ITF Вінарос, Іспанія        | Ґрунт    | Гарбінє Мугуруса | 2–6, 0–3 ret.      |
| Поразка   | 2.   | Кві 2010 | ITF Хвар, Хорватія          | Ґрунт    | Меделіна Гожня   | 4–6, 4–6           |
| Перемога  | 2.   | Кві 2011 | ITF Хвар, Хорватія          | Ґрунт    | Донна Векич      | 7–5, 7–6(7–2)      |
| Поразка   | 3.   | Лип 2013 | ITF Остін, США              | Тверде   | Лорен Албанезе   | 5–7, 7–5, 6–7(4–7) |
| Поразка   | 4.   | Лис 2015 | ITF Порт-ель-Кантауї, Туніс | Тверде   | Єлена Симич      | 6–3, 1–6, 4–6      |
| Перемога  | 3.   | Лис 2015 | ITF Порт-ель-Кантауї, Туніс | Тверде   | Ганна Калінська  | w/o                |

### Парний розряд: 15 (11–4)
| Легенда          |
| ---------------- |
| турніри $100,000 |
| турніри $75,000  |
| турніри $50,000  |
| турніри $25,000  |
| турніри $10,000  |

| Фінали за покриттям |
| ------------------- |
| Тверде (5–1)        |
| Ґрунт (6–3)         |
| Трава (0–0)         |
| Килим (0–0)         |

| Результат | Ранг | Дата              | Категорія | Турнір                            | Покриття | Партнерка             | Суперниці                        | Рахунок           |
| --------- | ---- | ----------------- | --------- | --------------------------------- | -------- | --------------------- | -------------------------------- | ----------------- |
| Поразка   | 1.   | 28 червня 2008    | $10,000   | Сараєво, Боснія і Герцеговина     | Ґрунт    | Каролина Йованович    | Мартіна Качіотті Мика Урбанчич   | 4–6, 3–6          |
| Перемога  | 1.   | 4 вересня 2010    | $10,000   | Брчко, Боснія і Герцеговина       | Ґрунт    | Ясмина Кайтазович     | Патріча Кіря Маргарита Лазарева  | 6–3, 6–3          |
| Перемога  | 2.   | 27 липня 2013     | $10,000   | Остін, США                        | Тверде   | Блер Шенкл            | Рейчел Мей Пірсон Медісон Вестбі | 6–1, 7–6(7–5)     |
| Перемога  | 3.   | 16 серпня 2014    | $10,000   | Брчко, Боснія і Герцеговина       | Ґрунт    | Аніта Гусарич         | Іна Кауфінґер Наталіє Новотна    | 6–1, 6–4          |
| Перемога  | 4.   | 18 жовтня 2015    | $25,000   | Рок-Гілл (Південна Кароліна), США | Тверде   | Рената Сарасуа        | Елиця Костова Флоренсія Молінеро | 7–5, 6–2          |
| Перемога  | 5.   | 24 жовтня 2015    | $25,000   | Флоренс (Південна Кароліна), США  | Тверде   | Кері Вонґ             | Діана Марцинкевич К'яра Шоль     | 7–6(8–6), 6–1     |
| Перемога  | 6.   | 14 листопада 2015 | $10,000   | Порт-ель-Кантауї, Туніс           | Тверде   | Єлена Симич           | Мірабелл Нйозе Міранда Рамірес   | 7–6(7–4), 6–4     |
| Поразка   | 2.   | 18 березня 2016   | $10,000   | Орландо, США                      | Ґрунт    | Дія Евтімова          | Ульрікке Ейкері Квірін Лемуан    | 1–6, 3–6          |
| Перемога  | 7.   | 8 липня 2016      | $100,000  | Будапешт, Угорщина                | Ґрунт    | Георгіна Гарсія Перес | Ленка Кунчікова Кароліна Стухла  | 6–4, 2–6, [12–10] |
| Перемога  | 8.   | 16 липня 2016     | $50,000   | Оломоуць, Чехія                   | Ґрунт    | Ясмина Тиньїч         | Катаріна Ленерт Анастасія Шошина | 7–5, 6–3          |
| Поразка   | 3.   | 5 серпня 2016     | $25,000   | Пльзень, Чехія                    | Ґрунт    | Георгіна Гарсія Перес | Катажина Кава Корнелія Лістер    | 1–6, 6–7(6–8)     |
| Поразка   | 4.   | 17 вересня 2016   | $25,000   | Лаббок, США                       | Тверде   | Рената Сарасуа        | Еміна Бектас Кетрін Гаррісон     | 3–6, 4–6          |
| Перемога  | 9.   | 9 жовтня 2016     | $25,000   | Реддінг (Каліфорнія), США         | Тверде   | Сабріна Сантамарія    | Джулія Елбаба Бернарда Пера      | 6–3, 7–6(7–4)     |
| Перемога  | 10.  | 10 грудня 2016    | $10,000   | Анталія, Туреччина                | Ґрунт    | Ульрікке Ейкері       | Марина Чернишова Ганна Уколова   | 6–4, 6–1          |
| Перемога  | 11.  | 17 грудня 2016    | $10,000   | Анталія, Туреччина                | Ґрунт    | Ульрікке Ейкері       | Соня Гживоч Кейтлін Вільям       | 6–1, 6–1          |